# 片岡富枝
片岡富枝（1944年11月2日—）是日本的女演員、女聲優，所屬是劇團青年座。千葉縣出身。血型是RH+A型。
主要是活躍於青年座所策劃的活動裡，不過也是有參加其他劇團所籌辦的活動，電視連續劇的演出。還有動畫的配音方面為主要的活動。
代表作品有=「虎姑婆」的娟代與「小小男子漢」的井川美子，對於中年女性方面的演技非常的擅長。

## 演出作品

### 電視動畫
- 動畫秘密花園（露絲）
- 世界名作劇場系列
  - 阿爾卑斯物語 我的安妮特（伊麗莎白・莫雷爾）
  - 牧場上的少女卡特莉（漢麗卡）
  - 小公主莎拉（愛麗莎・聖約翰（厄門嘉德的姑姑））
  - 愛少女波麗安娜物語（貝蒂・墨菲）
  - 小公子西迪（伊爾瑪）
  - 我的長腿叔叔（蘇珊・艾斯特爾、貝拉）
- 電擊王（睡不著的媽媽、房東）
- 奧茲的孩子（蒙比）
- 淘氣神物語叩隆叩隆寶蓉（普西芬妮、凱蓮絲）
- 虎姑婆（絹代）
- 星際牛仔（VT）
- 希子來了（白鳥泉）
- 奇天烈大百科（女傭）
- GUNDAM系列作品
  - 機動戰士GUNDAM（阿姨）
  - 機動戰士GUNDAM ZZ（老婆婆）
- 像雲一樣像風一樣（旁白）
- Cyborg 009 THE CYBORG SOLDIER（津山）
- 森林大帝1989年版（高爾加）※第39話
- 精靈守護者（仲人）
- SOUL EATER（魔婆婆）
- 麵包超人（枕小僧）
- 大自然的魔獸巴奇（阿姨）
- 時間巡邏隊Rescueman（多瓦斯基的母親、女隊長）
- 高橋留美子劇場（利根川的母親、派特）
- 衝鋒四驅郎（奶奶）
- 快樂的慕敏一家（茉蘭）
- 接者是東珍康（房東老奶奶、神秘的老奶奶）
- 小小男子漢（井川美子）
- 手塚治虫的唐・德古拉（布蓉達）
- 飛天小女警Z（志梨乃･強可）
- 電腦線圈（戶芽奶奶（阿留嬸））
- 湯姆與傑利（傭人）
- 褞袍超人（阿姨）
- 高中!奇面組（札仁巢牌子）
- 秘密的厚子（1988年）（園長）
- 氣球的哆拉太郎（富美）
- 普拉雷斯3四郎（哲也的母親）
- 魔神英雄傳小渡（美美子・芭芭・德普）
- 丸出駄目夫（丸出伽瑪江、強井同學）
- 水色時代（濱松、師傅）
- 美雪（漢文老師）
- 名偵探柯南（旗本麻理子、湯淺千代子、今岡文枝）
- 名偵探福爾摩斯（蔬果店阿姨、阿姨、莫利夫人）
- 夠了！阿太郎（1990年）（照代）
- 勇者艾克斯凱薩（凱絲娜）※第31話「地上畫的秘密」
- 請多指較汽車醫生（月成友子）第23話
- 浪人劍心 明治劍客浪漫譚（小花）
- 我與我 兩個綠蒂（蕾西）

2016年
- 熊巫女（田村）

2017年
- 异世界食堂（长老）

2018年
- 三顆星彩色冒險（老婆婆）
- 妖怪公寓的幽雅日常（老婆婆）

### OVA
- 哥倫布的大冒險
- 櫻花大戰 〜櫻華絢爛〜（房東）

### 劇場版動畫
- 崖上的波妞
- 千年女優（美濃）
- 小小男子漢 讓阿強的時間振奮起來（井川美子）
- 穆蘭（調解人）
- 名偵探柯南 紺碧之棺（老闆娘）
- 獅子王（桑琪）

### 遊戲
- 我的料理
- 王國之心 II（小荳媽媽（康嘉）、桑琪）
- 金田一少年之事件簿 星見島 悲傷的復仇鬼（高木千惠）
- 艾克西里亞的傳說（村長、老奶奶）

### 外國電影配音
- 汽車總動員（弗洛）
- 小熊維尼（康嘉）
- 第六感生死戀（奧達・梅・布朗）
- 潔西卡阿姨的事件簿 #1 （愛麗諾兒：維吉妮亞·梅優）
- 瘋狂的主婦（荷娃妮達・索里斯）
- 邁阿密風雲（楚德警官）
- 黃真伊
- 梭哈（阿里巴巴旅館與卡吉諾里演出的女性）
- 小鬼當家（萊絲莉・麥卡利斯特（凱文的伯母））
- 名偵探白羅（蘿絲）
- 瑪波小姐2
  - 死亡不長眠
  - 煦陽嶺的疑雲（愛達阿姨（克萊兒·布魯姆））
  - 幕後黑手（祭司夫人）
  - 神秘的西塔福特
- 迷失（蘿絲）

### 電視連續劇
- 相棒 Season 6（13話・管理人）
- 去洗溫泉
- 藏之宿
- 相互行走刑警純情派
- 相親達人
- 與你在一起的夏天
- 在光輝的季節中
- 空中降下的一億顆星星
- 3年B組金八老師 第4系列
- 真實一路（2003年版、阿時）
- 最喜歡!五個孩子GO!!（店長、2006年、2007年、2008年）
- 33分偵探（2008年）
- 砂之城
- 清左衛門殘日錄

### 電影
- 母親
- 在這裡的事
- 釣魚傻瓜日誌
- 我的心的銀河鐵道

## 外部連結
- （日語）劇團青年座片岡富枝的個人網站 （页面存档备份，存于）